# Zeche Gottes Segen
Die Zeche Gottes Segen ist ein ehemaliges Steinkohlenbergwerk im Bochumer Stadtteil Querenburg. Die Zeche war auch unter den Namen Zeche Gottessegen, Zeche Gottes Segen in Bochum, Zeche Gottesseegn, Zeche Gottes Segen Stolln und Gottessegen Erbstolln bekannt.

## Geschichte

### Die Anfänge
Im Jahr 1782 wurde die Bergrechtliche Gewerkschaft gegründet. Noch im selben Jahr wurde die Mutung für das Grubenfeld eingelegt, anschließend wurden auf dem Feld Schürfarbeiten durchgeführt und der Stollen in der Nähe von Haus Hethnocken angesetzt. Im Anschluss an die Vorarbeiten wurde mit dem Abbau begonnen. Über zehn Jahre wurde Stollenbau betrieben. Bereits ab dem Jahr 1796, vermutlich sogar früher, war die Zeche wieder außer Betrieb. Am 25. Juni des Jahres 1832 wurde ein Längenfeld und das Erbstollenrecht verliehen. Im Jahr 1842 war das Bergwerk nachweislich in Betrieb. Bereits vor dem Jahr 1844 wurde ein Plan gefasst, der eine tiefere Lösung durch den Egmont Erbstollen vorsah. Ab dem Jahr 1846 war die Zeche Gottes Segen wieder in Betrieb.

### Die weiteren Jahre
Ab den 1850er Jahren wurde der Abbau im Grubenfeld der Zeche Gottes Segen durch die Zeche Julius Philipp durchgeführt. Im Jahr 1856 verlor der Gottessegen Erbstolln das Erbstollenrecht, da der Erbstollen nie angesetzt worden war. Ab den 1860er Jahren war die Zeche Gottes Segen wieder ein eigenständiger Betrieb. Im Jahr 1863 wurde der Kaufmann Wilhelm Endemann Repräsentant der Gewerkschaft Gottessegen. Im Jahr 1864 wurde das Längenfeld in ein Geviertfeld umgewandelt, das eine Fläche von 0,75 Quadratkilometern hatte. Aus diesem Jahr stammen auch die ersten Förder- und Belegschaftszahlen des Bergwerks, mit fünf Bergleuten wurden 123 Tonnen Steinkohle gefördert. Im Jahr 1866 wurden mit 34 Bergleuten 2958 Tonnen Steinkohle gefördert. Die letzten Förderzahlen stammen aus dem Jahr 1867, in diesem Jahr sank die Förderung auf 703 Tonnen Steinkohle. Im Jahr 1869 wurde die Zeche Gottes Segen stillgelegt. Im darauffolgenden Jahr wurde die Berechtsame der Zeche Julius Philipp zugeschlagen. Im Jahr 1906 erhielt die Zeche Dannenbaum das Grubenfeld der Zeche Gottes Segen.